# دهستان پهانگخار
دهستان پهانگخار (به لاتین: Phangkhar Gewog) یک دهستان در کشور بوتان است که در ناحیهٔ ژهمگانگ واقع شده‌است.